# Aquila d'Arroscia
Aquila d'Arroscia är en ort och kommun i provinsen Imperia i regionen Ligurien i Italien. Kommunen hade 156 invånare (2018).